# Søværnskommandoen
Søværnskommandoen (SVK), er Søværnets operative hovedkvarter. SVK hed i årene 1961 til 2014 Søværnets Operative Kommando, men hovedparten af opgaverne og personellet overgik til Marinestaben i Værnsfælles Forsvarskommando. Marinestaben ændrede i 2019 navn til Søværnskommandoen (SVK), der er placeret i Forsvarskommandoen.
Hovedkvarteret var sidst placeret to steder i Århus. Det administrative hovedkvarter, der havde ca. 150 medarbejdere, var placeret i Brabrand. Operationscenteret var placeret i en bunker i Havreballe Skov, ved Marselisborg slot og havde også ca. 150 ansatte, mange i døgnbemandede vagtfunktioner. Desuden var Joint Rescue Coordination Centre også placeret i bunkeren i skoven. Sammen med de andre værnskommandoer, er Søværnskommandoen nu placeret i Karup.
SVK har en række myndighedsopgaver i og omkring de danske farvande, bl.a. farvandsovervågning, eftersøgnings- og redningstjeneste, isbrydning, overvågning af havmiljø og bekæmpelse af forurening. Løsningen af opgaverne sker i samarbejde med politiet, kommunerne, Miljøstyrelsen, Søfartsstyrelsen, Beredskabsstyrelsen, Danmarks Meteorologiske Institut og SKAT.
SVK har desuden ansvaret for at løse de opgaver, som Folketinget stiller til Søværnet via Forsvarskommandoen.
Disse opgaver løses operativt af Søværnets skibe, underlagt de tre eskadrer. Søværnets Frømandskorps har nu ændret titel til Frømandskorpset, og er underlagt Specialoperationskommandoen (SOKOM). Derudover samarbejder SVK tæt med Beredskabskorpset, Flyvevåbnet og Marinehjemmeværnet. Myndighedsopgaverne løses i samarbejde med landets to maritime overvågningscentre (MOCN og MOCS), som har den taktiske kontrol (TACON) over enhederne til søs, hvorimod SVK har den operative kontrol (OPCON).
Internationale opgaver løses som hovedregel ved deltagelse i NATO-, FN- eller koalitionsstyrker.
Søværnskommandoens nuværende chef er KA Torben Mikkelsen.
 Der er for få eller ingen kildehenvisninger i denne artikel, hvilket er et problem. Du kan hjælpe ved at angive troværdige kilder til de påstande, som fremføres i artiklen.